# Gorua polita
Gorua polita là một loài bướm đêm trong họ Noctuidae.